# Nachszolim
Nachszolim (hebr. נחשולים; pol. Fale) – kibuc położony w Samorządzie Regionu Chof ha-Karmel, w Dystrykcie Północnym, w Izraelu. Członek Ruchu Kibuców (HaTenoa’a HaKibbutzit).

## Położenie
Kibuc Nachszolim leży na równinie Szaron nad Morzem Śródziemnym na południe od masywu Góry Karmel, w otoczeniu miasteczka Furajdis, moszawów Dor, En Ajjala i Ha-Bonim.

## Historia
W miejscu tym istniało starożytne miasto, które zidentyfikowano z egipskich źródeł jako D-jr, biblijnych jako Dor, oraz z greckich jako Dor/Dora. Teksty egipskie z XIII wieku p.n.e. wspominają o mieście portowym D-jr położonym na szlaku handlowym Via Maris. XIII i XII wiek p.n.e. charakteryzował się upadkiem kananejskich miast-państw, które uległy napierającym Izraelitom w obszarach górskich i napadom Ludów Morza na wybrzeżu. W tym okresie miasto Dor utrzymywało się z handlu z Cyprem i Mykenami. Miasto należało wówczas do Fenicjan. Relacja biblijna wspomina, że Dor było jednym z pięciu miast północy, które dołączyły do Jabina, królu Hazoru, sprzciwiając się Jozuemu. W wyniku wojny, wojska Dor zostały rozbite, a jego król zginął (Księga Jozuego 11,1-2; 12,23). Miasto nie zostało jednak zniszczone i pozostało enklawą Kananejczyków położoną pośrodku terenów pokolenia Menasesa. W X wieku p.n.e. żydowski król Dawid przyłączył miasto Dor do Królestwa Izraela. Pod rządami króla Salomona miasto zostało stolicą prowincji Szaron (1 Księga Królewska 4,11). W IX-VIII wieku p.n.e. miasto Dor weszło w skład północnego Królestwa Izraela. Prawdopodobnie w tym czasie wybudowano fortyfikacje miejskie z czterema masywnymi bramami. Pod koniec VIII wieku p.n.e. miasto zostało zdobyte przez Asyryjczyków. Zdobywcy udzielili dużych swobód gospodarczych Fenicjanom, co umożliwiło odbudowę zniszczeń i dalszy rozwój miasta. W 332 roku p.n.e. tereny Starożytnego Izraela wojska macedońsko-greckie Aleksandra Macedońskiego. Po śmierci Aleksandra Macedońskiego, w 296 roku p.n.e. Judea i miasto Dor znalazły się pod władzą Ptolemeuszy. Jednakże Seleucydzi uważali te ziemie za część prawnie należącego się im terytorium. Był to punkt sporny pomiędzy tymi królestwami hellenistycznymi. W 219 roku p.n.e. Antioch III Wielki bez powodzenia oblegał Dor. Pomimo to, w 200 roku p.n.e. Dor przeszło pod panowanie Seleucydów. Podczas wojny domowej, w 139 roku p.n.e. Dor było oblegane przez wojska Antiocha VII.

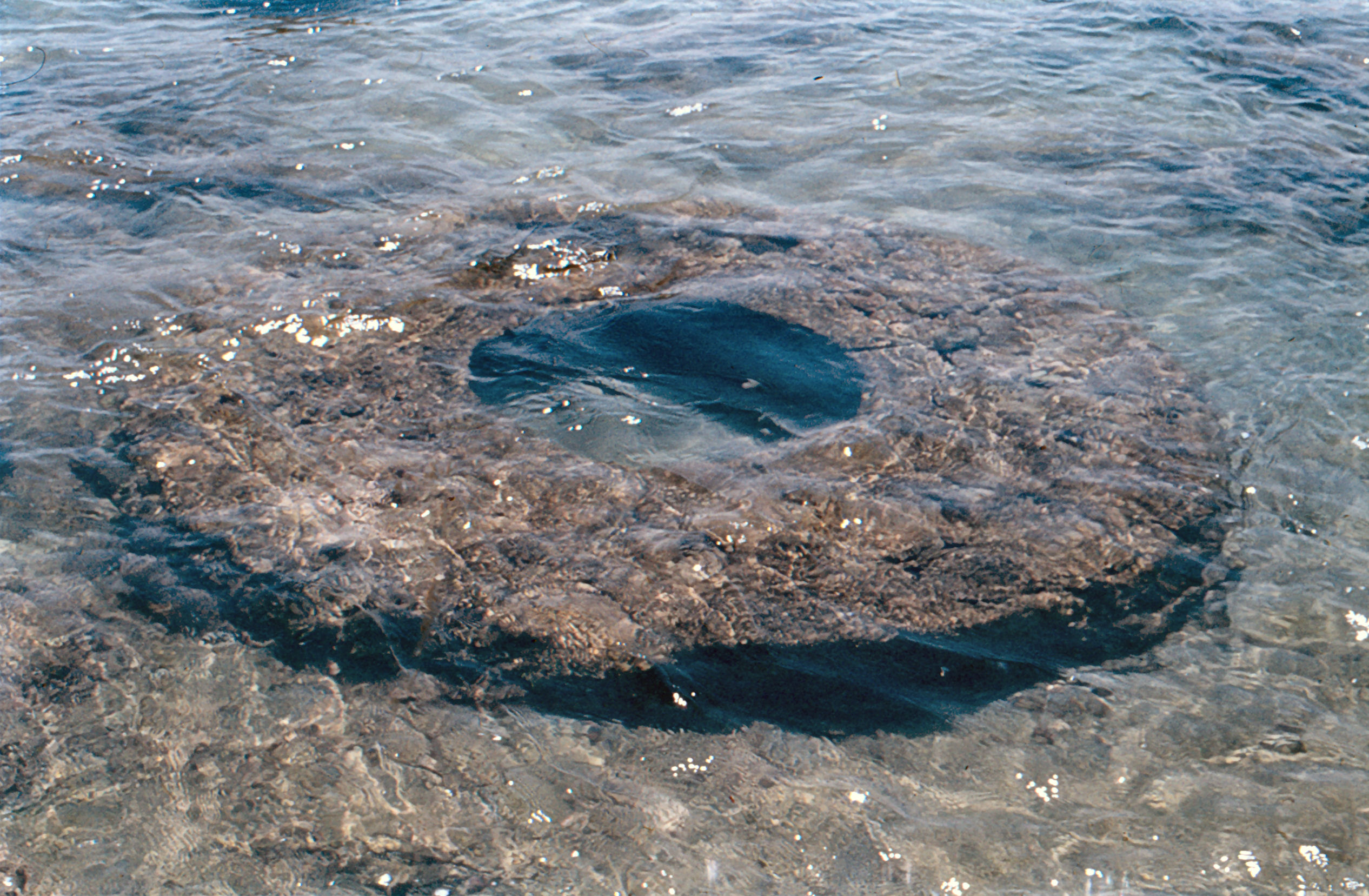
Pozostałości starożytnego miasta Dor

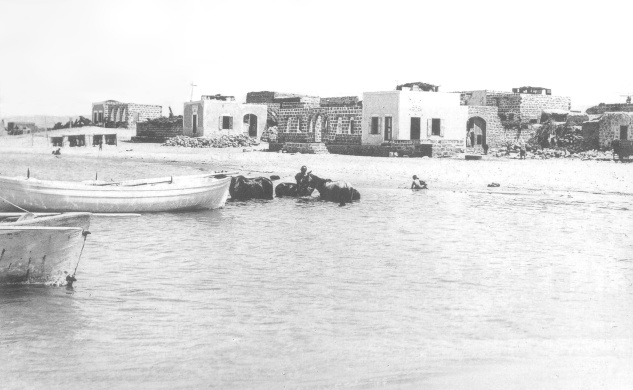
Arabska wioska al-Tantura w 1935 r.

W latach 104-64 p.n.e. miasto Dor należało do Państwa Machabeuszy. W 63 roku p.n.e. państwo żydowskie uległo Rzymianom. Rzymski wódz Pompejusz umieścił Dor na liście miast pozostających pod bezpośrednią zwierzchnościom rzymskiego gubernatora. W owym czasie Dor posiadało trzy zatoki portowe: handlową, stoczniową i rybacką. Wokół zatok rozciągało się miasto. Żydowski historyk Józef Flawiusz opisał w I wieku Dor jako trudną do zdobycia twierdzę. Z innych zapisków Flawiusza wynika, że Dor nie było wówczas częścią prowincji Judea, lecz Syrii. Podczas wojny żydowskiej (66–73) Rzymianie przetrzymywali w Dor żydowskich zakładników. Miasto musiało więc być uznawane przez Rzymian za bezpieczne i niemożliwe do zdobycia przez żydowskich powstańców. Jednak z upływem czasu rola i znaczenie Dor malała, a wzrastało znaczenie pobliskiego miasta portowego Cezarei Nadmorskiej. Nie było żadnego gospodarczego uzasadnienia dla istnienia dwóch ważnych portów morskich w odległości 15 km od siebie. W tej rywalizacji wygrała Cezarea, co doprowadziło do upadku Dor. W owym czasie Dor posiadało wybrukowane ulice, publiczne łaźnie, bieżącą wodę dostarczaną akweduktem, sieć kanalizacyjną, teatr i imponujące świątynie.
W III wieku to wielkie miasto zdegradowało się do znaczenia niewielkiej osady rybackiej i było w większości porzucone przez swoich mieszkańców. Pod panowaniem Bizancjum, w okresie od IV do VII wieku Dor było stolicą diecezji, a o biskupach z Dor wspominają teksty kościelne. Wydaje się, że osada służyła wówczas jako miejsce odpoczynku dla pielgrzymów w ich drodze do Ziemi Świętej. W średniowieczu na południowym cyplu wybudowano niewielki fort krzyżowców. U jego podnóża znajdowała się już jedynie niewielka wioska rybacka. Gdy w 1799 roku Napoleon Bonaparte oblegał twierdzę Akka, wykorzystał on zatoki przy Dor jako portu zaopatrzeniowego dla swoich wojsk i miejsce ewakuacji rannych. Gdy kampania nie powiodła się, wykorzystano Dor jako główne miejsce ewakuacji sił do Egiptu.

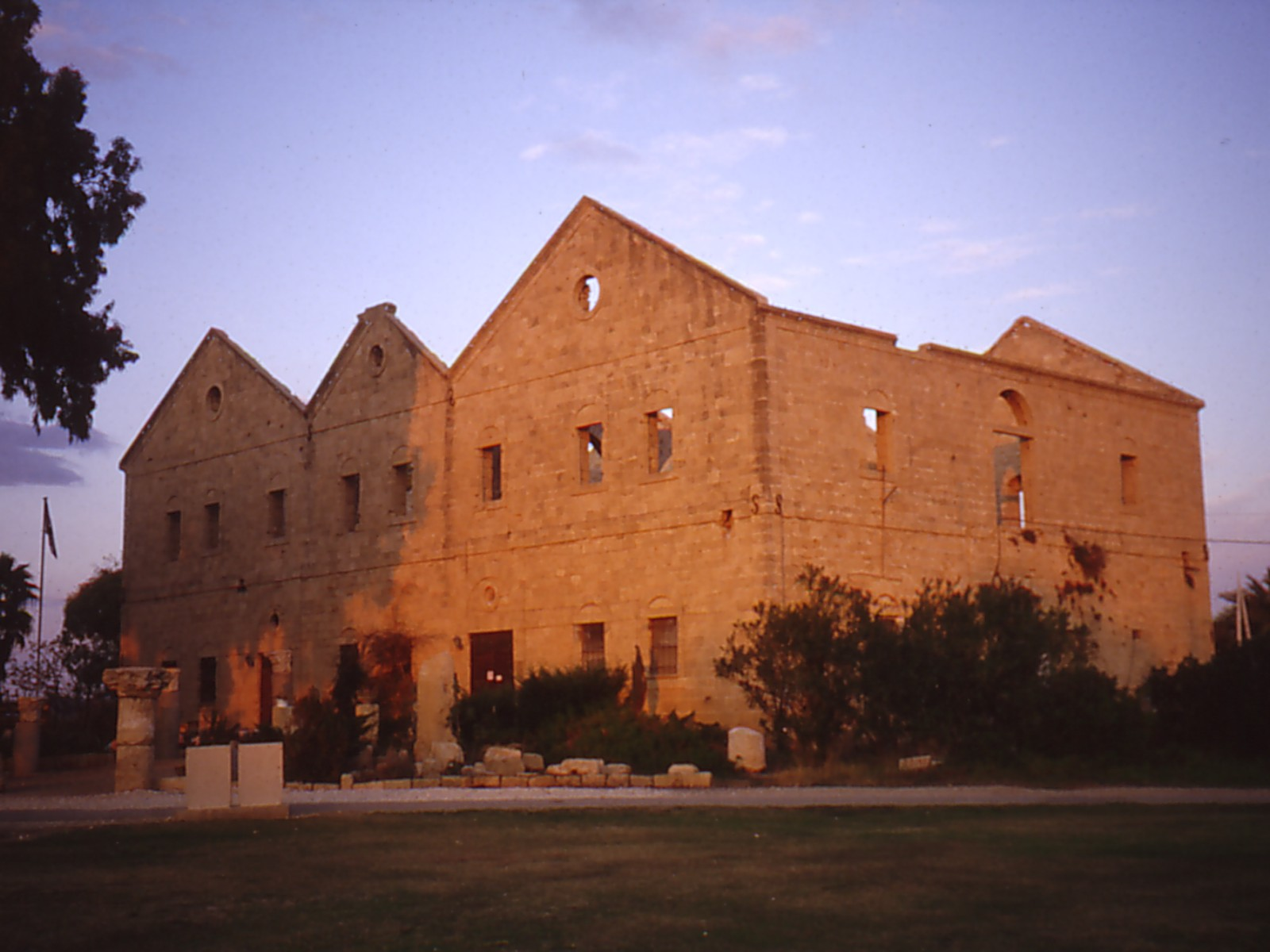
Budynki starej fabryki szkła założonej przez Barona Edmonda James de Rothschilda. Obecnie muzeum

W 1891 baron Edmond de-Rothschild założył hutę szkła na północ od arabskiej wioski Tantura, w miejscu starożytnego miasta Dor. Huta miała dostarczać butelki i inne wyroby szklane do wytwórni win w Zichron Ja’akow. Dyrektorem huty został Meir Dizengoff (późniejszy pierwszy burmistrz Tel Awiwu). To śmiałe przedsięwzięcie jednak nie powiodło się i hutę zamknięto w 1895 roku. W zabytkowym obiekcie mieści się obecnie muzeum.
Podczas wojny o niepodległość w 1948 żydowskie oddziały Hagany zdobyły w nocnej bitwie arabską wioskę Tantura. Jej mieszkańcy uciekli do pobliskiej arabskiej miejscowości Furajdis, a ich domy zostały zniszczone. W tym miejscu powstały dwie żydowskie osady. 14 czerwca 1948 w północnej części zatok powstał kibuc Nachszolim, a w 1949 nad południową zatoką powstał moszaw Dor.
Kibuc Nachszolim założyli członkowie morskiej jednostki bojowej Palyam, wchodzącej w skład żydowskich kompanii szturmowych Palmach. Następnie dołączyli do nich imigranci z Turcji i Rumunii, którzy w połowie 1948 zostali zwolnienie z brytyjskich obozów dla internowanych na Cyprze. Mieszkańcy kibucu utrzymywali się głównie z rybołówstwa i dlatego nazwa osady nawiązywała do morskich fal. W 1960 zaniechano rybołówstwa przestawiając się na rolnictwo.

## Gospodarka
Gospodarka kibucu opiera się na rolnictwie, sadownictwie, hodowli ryb w stawach hodowlanych i turystyce. Produkuje się tutaj banany, zboża, bawełnę i inne. W 1970 roku otworzono fabrykę wyrobów plastikowych Tefen Plastic Products, która produkuje rury dla potrzeb budownictwa, przemysłu i rolnictwa.

## Turystyka
Przy tutejszej plaży wybudowano kompleks hotelowo-rekreacyjny, z licznymi domkami do wynajęcia, barami i kawiarniami. Można tu uprawiać różne sporty wodne. Dodatkową atrakcją są położone blisko brzegu skaliste wyspy Shchafit.
Tutejszą atrakcją turystyczną są wykopaliska archeologiczne Tel Dor, z których znaleziska są wystawione w tutejszym muzeum. Między innymi eksponowana jest mozaika z delfinem, która pochodzi z ruin starożytnej willi „Villa Dolphinia”. Wykopaliska w Tel Dor obejmują urządzenia portowe z około 200 p.n.e. oraz układ dróg i system melioracyjny z II wieku. W starej hucie szkła założonej przez barona Edmonda Jamesa de Rothschilda, urządzono Muzeum Mizgaga. Założycielem muzeum był Kurt Raveh. Zgromadzono tutaj odkrycia archeologiczne odnalezione w rejonie portu Dor zarówno na lądzie, jak i w morzu. Zbiory obejmują kotwice, bronie, amfory, ceramikę, lampy naftowe, biżuterię i inne. Dodatkowo zgromadzono tutaj dokumenty o historii portu Dor oraz wyprawie Napoleona do Palestyny.

## Transport
Wzdłuż wschodniej granicy kibucu przebiega autostrada nr 2, brak jednak możliwości wjazdu na nią. Lokalna droga łączy kibuc z sąsiednim moszawem Dor, z którego wychodzi droga nr 7011, którą jadąc na wschód dojeżdża się do skrzyżowania z drogą ekspresową nr 4.